# Paris Filmes
Paris Filmes – brazylijski dystrybutor filmów na płyty DVD i Blu-ray.
Paris Filmes założony w latach 60. XX wieku przez rumuńskiego imigranta Sandiego Adamiu, rozpoczął dystrybucję filmów francuskiej wytwórni Pathé w Brazylii.
W latach 80. Grupo PlayArte Paris Filmes przejęło América Vídeo, specjalizującą się w dystrybucji największych hitów kina akcji na kasetach VHS. 